# Angklung
Az angklung Délkelet-Ázsiában, elsősorban Indonéziában, a szundanézek által használt idiofon hangszer. Bambuszból készül, rázással szólaltatható meg.

## Leírása
A hangszer két, néha három bambusz hangkeltő testből áll, melyek egy szintén bambuszból készült keretre vannak felszerelve. Ezek úgy készülnek, hogy a nádat közvetlenül a csomó alatt vágják el, hogy egyik végén zárt csőszerű rész jöjjön létre, majd a másik végét úgy, hogy az félkör keresztmetszetű, nyelvszerű nyúlványt alkosson. Ezen a nyúlványon a rezgési csomópont helyén lyukat fúrnak, itt függesztik fel a keretre úgy, hogy bizonyos határok között szabadon lenghessen. A másik, alsó végén két kis nyúlvány van kiképezve, amik a keret alapjául szolgáló náddarab belsejébe lógnak, rázáskor ezek koccanásai szólaltatják meg a nádat.
A hangkeltő nádtestek hosszában deformációs hullámok jönnek létre hasonlóan a xilofonhoz, hangjukat a nád üregének rezonanciája erősíti fel. Behangoláskor fontos, hogy a két hang, a testhang és az üreghang minél pontosabban egybeessen. A két különálló hangtestet egymáshoz képest oktáv hangközbe hangolják, hogy minél zengőbb, színesebb hangot adjon ki.

## Játékmód
Egy angklung csak egyetlen zenei hang kiadására képes, tehát például egy ötfokú dallam megszólaltatásához 5-6 megfelelően behangolt angklungra van szükség. Ehhez ugyanennyi ember kell, egy-egy hangszerrel, akik a megfelelő pillanatban a megfelelő hangot megszólaltatják. Ez történhet rövid, rántásszerű mozdulattal, vagy hosszabb, tremolószerű rázással. Az angklung-zenekar (gamelán angklung) hagyományosan ötfokú szlendro hangsort használ, de újabban a nyugati zene igényeinek megfelelően diatonikus hangszersorozatok is készülnek.